# Heinrich Friedrich von Storch
Heinrich Friedrich von Storch (ryska: Андрей Карлович Шторх, Andrej Karlovitj Sjtorch), född 1 mars (gamla stilen: 18 februari) 1766 i Riga, guvernementet Livland, Ryssland, död 13 november (gamla stilen: 1 november) 1835 i Sankt Petersburg, var en rysk nationalekonom.
Storch studerade i Heidelberg och Jena samt gav lektioner i nationalekonomi åt storfurstarna Nikolaj (sedermera tsar) och Michael. Dessa lektioner utgjorde grundvalen för hans huvudarbete, Cours d'économie politique (fem band, 1815; översatt till tyska med tillägg av Karl Heinrich Rau, 1819–20). Med anledning av anmärkningar, som Jean-Baptiste Say gjort i en av honom utan Storchs vetskap utgiven upplaga av "Cours", publicerade han Considérations sur la nature de revenu national (1824). Vidare publicerade han bland annat Historisch-statistisches Gemälde des russischen Reiches (nio band, 1797–1863). 
Storch anses jämte Christian von Schlözer vara grundläggare av en rysk-tysk nationalekonomisk skola. Självständigt följer han Adam Smith och Jean-Baptiste Say och ger en framställning av ryska livegenskapen och det europeiska bankväsendet. Inom konsumtionsteorin införde han begreppet "meningskonsumtion", det vill säga den förbrukning, som består däri, att förnödenheterna, till följd av ny smak och nya moden, kasseras i ännu brukbart skick.